# Arcas-szigetek
A Mexikó Campeche államához tartozó Arcas-szigetek (spanyolul Cayo Arcas vagy Cayos Arcas) egy kis szigetcsoport a Mexikói-öbölben.

## Leírás
A szigetcsoport három, korallzátonyon kialakult homokszigetből áll: ezek a 13,7 hektáros Cayo Centro, az 5,2 hektáros Cayo Este és a 3,9 hektáros Cayo Oeste. Területük szinte teljesen sík, mindössze néhány méterrel emelkednek a tenger szintje fölé. Időnként előfordul, hogy a két kis szigetet a tenger teljesen elborítja. Az éghajlat forró és száraz, a kevés eső nagy része nyáron hull. Áprilisban és májusban délkeleti széljárás jellemző (az átlagos szélsebesség 8 csomó), júniustól augusztusig keleti szél fúj átlagosan 6 csomó sebességgel, szeptemberben és októberben északkeleti, 9 csomó átlagsebességgel. A legnagyobb hullámzás decemberre jellemző, ekkor akár másfél méteres hullámok is érkeznek.
A középső, nagyobb sziget fűvel ritkásan borított, emellett néhány cserje, kókuszpálma és tengeriszőlő nő még rajta. Ugyanezen a szigeten egy 26 méteres világítótornyot és hajózási létesítményeket építettek fel. A nyugati sziget partján és a középső sziget északnyugati szélétől mintegy 700 méter távolságra levő zátonyon is található egy-egy hajóroncs. A szigetektől néhány kilométerre délre egy napi 24 órában működő olajterminál épült fel, a helyszín fontos része az öbölbeli olajkitermelésnek. Északi szélén elosztóállomást létesítettek, ahova déli irányból, a kitermelés helyéről egy 83 km hosszú tengeralatti cső vezet.